# سیارک ۴۸۳۶
سیارک ۴۸۳۶ (به انگلیسی: 4836 Medon، نامگذاری:1989CK1) چهار هزار و هشتصد و سی و ششمین سیارک کشف شده‌است که در ۲ فوریه ۱۹۸۹ کشف شد.
قدر مطلق سیارک برابر ۹٫۵۰ است.